# Eocyathispongia qiania
Eocyathispongia qiania – gatunek gąbki odkryty w Doushantuo Formation (środkowa prowincja Kuejczou, Chiny). Znany ze szczątków kopalnych datowanych na wiek 600 mln lat. Opisany po raz pierwszy w 2015 (opis ukazał się 24 marca na łamach Proceedings of the National Academy of Sciences of America).

## Holotyp
Za holotyp posłużył pojedynczy dorosły okaz kopalny o wymiarach blisko 1,2 mm (szerokość) na 1,1 mm (wysokość), zbadany za pomocą elektronowego mikroskopu skaningowego (SEM). U organizmu brak widocznej osi strona grzbietowa–strona brzuszna czy przód–tył. Cały holotyp składa się z trzech podobnych do tub jam, posiadających wspólną nasadę. Prawdopodobne oskulum znajduje się na końcu największej z nich (u ujścia liczy blisko 300 μm, 0,3 mm), jednak dwie pozostałe posiadają podobne twory. Zewnętrzną powierzchnię okazu pokrywają komórki przypominające pinakocyty; mierzą 8–12 μm wzdłuż i wszerz. Pod względem kształtu i kierunku, w jakim się układają nie są jednolite.
Holotyp pozyskano w Doushantuo Formation (Kuejczou, Chiny), znajdującej się w okolicy kopalni Weng’an (wydobywane są w niej fosforany); wydobyty został z oolitowego dolomitu. Datowany jest na 600 mln lat wstecz (prekambr, proterozoik) – 60 mln lat przed eksplozją kambryjską.